# Rodney Mullen

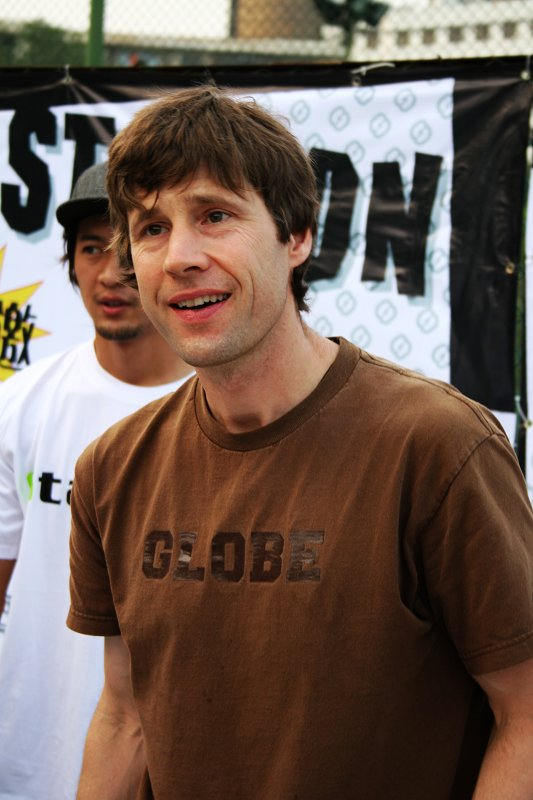
Rodney Mullen

Johnny Rodney Mullen (n. 17 august 1966 în Gainesville, Florida) e un skateboarder american profesionist, și este considerat ca fiind unul din cei mai influenți skateri din istoria sportului. Este primul skater care a reusit să  faca un ollie pe stradă .Primul lui sponsor a fost Powell Peralta care era condus de insuși Stacy Peralta.Acum, Rodney are mai mulți sponsori:Almost Skateboards,Enjoi Skateboards,World Industries Skateboards,Tensor Trucks,Globe Shoes.
Rodney a inventat aproape toate trickurile din skateboarding-ul modern (kickflip,heelflip,flatground ollie,darkslide, impossible, underflip etc.).